# Prawo Ampère’a

Pole magnetyczne wokół przewodnika z prądem

Prawo Ampère’a – prawo wiążące indukcję magnetyczną wokół przewodnika z natężeniem prądu elektrycznego przepływającego w tym przewodniku. Prawo to wynika z matematycznego twierdzenia Stokesa.
W wersji rozszerzonej przez J.C. Maxwella prawo to opisuje powstawanie pola magnetycznego w wyniku ruchu ładunku lub zmiany natężenia pola elektrycznego.

## Postać oryginalna

Przyciąganie dwóch przewodników z prądem płynącym w tę samą stronę

Ampère, będąc zwolennikiem oddziaływania na odległość, a nie oddziaływania przez pole, nie wyraził prawa w postaci równania pola, opisał jedynie zależność siły oddziaływania od odległości.

## Zapis z użyciem pola
Z użyciem wielkości opisujących pole magnetyczne prawo przyjmuje postać:
Całka krzywoliniowa wektora indukcji magnetycznej, wytworzonego przez stały prąd elektryczny w przewodniku wzdłuż linii zamkniętej otaczającej prąd, jest równa sumie algebraicznej natężeń prądów przepływających (strumieniowi gęstości prądu) przez dowolną powierzchnię objętą przez tę linię.
Co dla próżni można wyrazić wzorem:
{\displaystyle \oint \limits _{C}{{\vec {B}}\cdot \mathrm {d} {\vec {l}}}=\mu _{0}I.}
W substancjach mogą występować prądy wewnętrzne także wytwarzające pole magnetyczne. Prądy te nazywane są prądami magnesującymi. Powyższy wzór jest prawdziwy tylko po uwzględnieniu prądów wewnętrznych. Dla substancji w dowolnym ośrodku uwzględniając tylko prądy zewnętrzne prawo formułuje się z użyciem natężenia pola magnetycznego:
{\displaystyle \oint \limits _{C}{\vec {H}}\cdot \mathrm {d} {\vec {l}}=\int \limits _{S}{\vec {J}}\cdot \mathrm {d} {\vec {a}}=I,}
gdzie:
{\displaystyle \oint \limits _{C}} – całka krzywoliniowa po linii zamkniętej C,
{\displaystyle {\vec {H}}} – natężenie pola magnetycznego w amperach na metr,
{\displaystyle d{\vec {l}}} – niewielki element linii całkowania C,
{\displaystyle {\vec {J}}} – gęstość prądu (w amperach na metr kwadratowy) przepływającego przez element da powierzchni S zamkniętej przez krzywą C,
{\displaystyle \mathrm {d} {\vec {a}}} – wektor powierzchni da, elementu powierzchni S,
{\displaystyle I} – natężenie prądu objętego krzywą C,
{\displaystyle \mu _{0}=4\pi \times 10^{-7}} – przenikalność magnetyczna próżni (w henrach na metr).
Równoważną formą prawa w postaci różniczkowej jest:
{\displaystyle \mathrm {rot} {\vec {H}}={\vec {J}}.}
Natężenie pola magnetycznego H może być wyrażone jako indukcja magnetyczna B (w teslach) jako:
{\displaystyle {\vec {B}}\ =\ \mu {\vec {H}}.}

## Modyfikacja Maxwella
Prawo Ampère’a jako zależność pola magnetycznego od prądu, zostało rozszerzone przez Maxwella i obecnie jest jednym z równań Maxwella:
Zmodyfikowane prawo Ampère’a określa, że źródłem pola magnetycznego oprócz prądu jest także zmiana pola elektrycznego. W wersji całkowej prawo to przyjmuje postać:
{\displaystyle \oint \limits _{C}{\vec {H}}\cdot \mathrm {d} {\vec {l}}=\int \limits _{S}{\vec {J}}\cdot \mathrm {d} {\vec {A}}+{\frac {\partial }{\partial t}}\int \limits _{S}{\vec {D}}\cdot \mathrm {d} {\vec {A}}.}
Wyrażenie
{\displaystyle I_{\mathrm {P} }={\frac {\partial }{\partial t}}\int \limits _{S}{\vec {D}}\cdot \mathrm {d} {\vec {A}}}
ma wymiar natężenia prądu, dlatego zostało nazwane prądem przesunięcia. Wykorzystując prąd przesunięcia można rozszerzone prawo Ampère’a zapisać w najprostszej formie
{\displaystyle \oint \limits _{C}{\vec {H}}\cdot \mathrm {d} {\vec {l}}=I+I_{\mathrm {P} }.}
W ośrodkach liniowych można zastąpić indukcję natężeniem pola elektrycznego wykorzystując zależność
{\displaystyle {\vec {D}}\ =\ \varepsilon {\vec {E}}.}
W wersji różniczkowej prawo to zapisywane jest w postaci:
{\displaystyle \mathrm {rot} {\vec {H}}={\vec {J}}+{\frac {\partial {\vec {D}}}{\partial t}},}
gdzie:
{\displaystyle D} – indukcja elektryczna [C/m²],
{\displaystyle E} – natężenie pola elektrycznego [V/m],